# Eukoenenia subangusta
Eukoenenia subangusta is een spinnensoort in de taxonomische indeling van de Palpigradi.
Het dier komt uit het geslacht Eukoenenia. Eukoenenia subangusta werd in 1903 beschreven door Silvestri.